# Disocactus flagelliformis
A Disocactus flagelliformis (régi, ismertebb nevén Aporocactus flagelliformis) egy epifita kaktusz, mely könnyű kezelhetősége és gazdag virágzási hajlama miatt széles körben elterjedt termesztésben is. Magyar nyelven szokás korbácskaktusznak is hívni.

## Elterjedése és élőhelye
Mexikó: Oaxaca és Hidalgo államok, epifita vagy litofita 2000 m tengerszint feletti magasságig.

## Jellemzői
Hajtásai 5–20 mm vékonyak és 1 m hosszúak lehetnek, 8-13 bordával tagoltak, areolái sűrűn fejlődnek, 15-20 finom vörösessárga tövist hordoznak. Laterálisan fejlődő virágai zigomorfak, szirmaik visszahajlóak, 50–80 mm hosszúak és 25–40 mm szélesek, színük a vöröstől a ciklámenszínig változhat. Vörös bogyója sárga pulpájú, átmérője 10 mm.

## Rokonsági viszonyai
Az Aporocactus subgenus tagja. A Disocactus (Aporocactus) flagriformis és leptophis néven leírt taxonok is e faj alakkörébe tartoznak. Legközelebbi rokona a nála ritkábban tartott Disocactus martianus. Fontos szülőfaja az X Epicactus hibridek Aporophyllum alaksorának.